# Cross-Reading
Als Cross-Reading (von engl. (a)cross „quer“ und reading „Lesen, Lesart“) bezeichnet man eine Form der literarischen Montage. Es entstand ursprünglich als geistreiches Gesellschaftsspiel, bei dem der Text in einem mehrspaltigen Buch nicht wie üblich zeilenweise, sondern über die Kolumnen hinweg zeilenweise gelesen wird. Das Ergebnis waren die sich daraus ergebenden witzigen, doppeldeutigen oder einfach unsinnigen Zufallsfunde.
Caleb Whitefoord führte das Cross-Reading in die Literatur ein (New Foundling Hospital for Wit, 1784), z. B. mit Funden wie
| This day his Majesty will go in state to / |  | sixteen notorious common prostitutes |
| Heute wird Seine Majestät besuchen /       |  | sechzehn gewöhnliche Straßenhuren    |

Georg Christoph Lichtenberg versuchte in seiner Nachahmung der englischen Crossreadings (Vermischte Schriften, 1844) das literarische Spiel in der deutschen Literatur produktiv zu machen. Daneben haben Cross-Readings in Deutschland keine eigene Tradition gefunden, höchstens als Imitation in Spaß- und Scherzliedern wie z. B. „O hängt ihn auf“.
| O hängt ihn auf,          |  | Ihn, unsern Fürst,         |
| den Kranz voll Lorbeeren. |  | den wollen wir verehren.   |
| Wir treten, dir           |  | Wohl in den Leib-          |
| zu ehren heut’ zusammen.  |  | -ern lodern helle Flammen. |

Erst die Techniken des Cut-up und der Collage beriefen sich im 20. Jahrhundert wieder auf das Cross-Reading, wobei hier vor allem die satirische Wirkung hervorgehoben wurde.